# IC 4567
IC 4567 est une galaxie spirale située dans la constellation du Bouvier. Sa vitesse par rapport au fond diffus cosmologique est de 5 813 ± 6 km/s, ce qui correspond à une distance de Hubble de 85,7 ± 6,0 Mpc (∼280 millions d'al). Cette galaxie a été découverte par l'astronome américain Edward Barnard en 1890.
La classe de luminosité d'IC 4567 est III-IV et c'est une galaxie à sursaut de formation d'étoiles.
À ce jour, sept mesures non basées sur le décalage vers le rouge (redshift) donnent une distance de 70,186 ± 6,262 Mpc (∼229 millions d'al), ce qui est à l'extérieur des valeurs de la distance de Hubble. Notons cependant que c'est avec la valeur moyenne des mesures indépendantes, lorsqu'elles existent, que la base de données NASA/IPAC calcule le diamètre d'une galaxie et qu'en conséquence le diamètre d'IC 4567 pourrait être d'environ 39,9 kpc (∼130 000 al) si on utilisait la distance de Hubble pour le calculer.

## Groupe d'IC 4562
Selon Abraham Mahtessian, IC 4567 fait partie du groupe d'IC 4562, la galaxie la plus brillante de ce groupe. Ce groupe de galaxies compte au moins six membres. Les cinq autres galaxies du groupe sont NGC 5934, NGC 5945, IC 4562, IC 4564 et IC 4566.